# Plouhinec (Finistère)
Plouhinec (bretonisch Ploeneg) ist eine Gemeinde im Westen Frankreichs im Département Finistère in der Region Bretagne. Sie hat 3923 Einwohner (Stand 1. Januar 2022) und eine Fläche von 28,05 km² und liegt an der Straße von Pont-l’Abbé nach Audierne.

## Bevölkerungsentwicklung
| Jahr                       | 1962 | 1968 | 1975 | 1982 | 1990 | 1999 | 2006 | 2017 |
| Einwohner                  | 6036 | 5792 | 5361 | 4900 | 4524 | 4106 | 4177 | 3975 |
| Quellen: Cassini und INSEE |      |      |      |      |      |      |      |      |

## Sehenswürdigkeiten
Zu den Sehenswürdigkeiten der Gemeinde gehören u. a. zwei Kirchen wie die Kirche Saint-Winoc aus dem 16. Jahrhundert und die Église Saint Julien von 1885 im Ortsteil Poulgoazec, die den Hafen des nahen Audierne überblickt. Daneben gibt es mit der Chapelle Saint Tugdual (Lanbadu) und der versteckten Chapelle Saint They zwei Kapellen aus dem 16. Jahrhundert, sowie mehrerer, früher als heilig verehrten Brunnenanlagen und historische Waschhäuser. Der malerische, kleine Naturhafen liegt im Ortsteil Pors-Poulhan. Weiße Sandstrände mit flachem, nur langsam tiefer werdendem Meer und sanfter Brandung sind ideal für Familien mit Kindern. Das Chateau/Manoir Lescongar liegt in der Gemeinde Plouhinec nahe der Route de Pont-Croix, die als D2 von  Pont-Croix nach Plozévet führt. Von diesem Abschnitt der D2 führen zwei rechtwinklig angelegten, historische malerische Alleen zu diesem Privatbesitz aus dem 17. Jahrhundert. Deren ehemaliges, nunmehr renovierte Verwalterhaus wird als Ferienhaus angeboten. Auf dem Gelände des Manoir Lescongar wurde ein Tumulus, ein Hügelgrab aus Steinen bzw. Erde, aus der Bronzezeit freigelegt. In der Nähe liegt der 35ha große Étang de Poulguido, mit seiner ca. 1,50 m Wassertiefe zeichnet er sich durch ein botanische und ornithologische Vielfalt und Fischreichtum aus. Die Allee Couverte de Pors Poulhan Menez-Korriged der Megalithenkultur nahe dem gleichnamigen Naturhafen Pors Poulhan ist eine weitere Sehenswürdigkeit der Gemeinde Plouhinec. Der malerische kleine Fischerhafen markiert die Grenze des Bigoudenlandes und dem Cap Sizun. Die Allée Couvert bezeichnet Gräber, die keine Grabkammer haben, sondern aus einem einzigen, überdachten Grabgang bestehen. Diese hier steht oberhalb der Steilküste zwischen dem Hafen und der Pointe de Souc’h. Nach dem Zweiten Weltkrieg wurde diese historische Stätte mit Hilfe von alten Fotografien und Skizzen originalgetreu wiederhergestellt. Die 15 Meter lange Allée Couvert gleicht mit seiner spitz zulaufenden Steinplatteneinfassung dem Bug eines Schiffes.

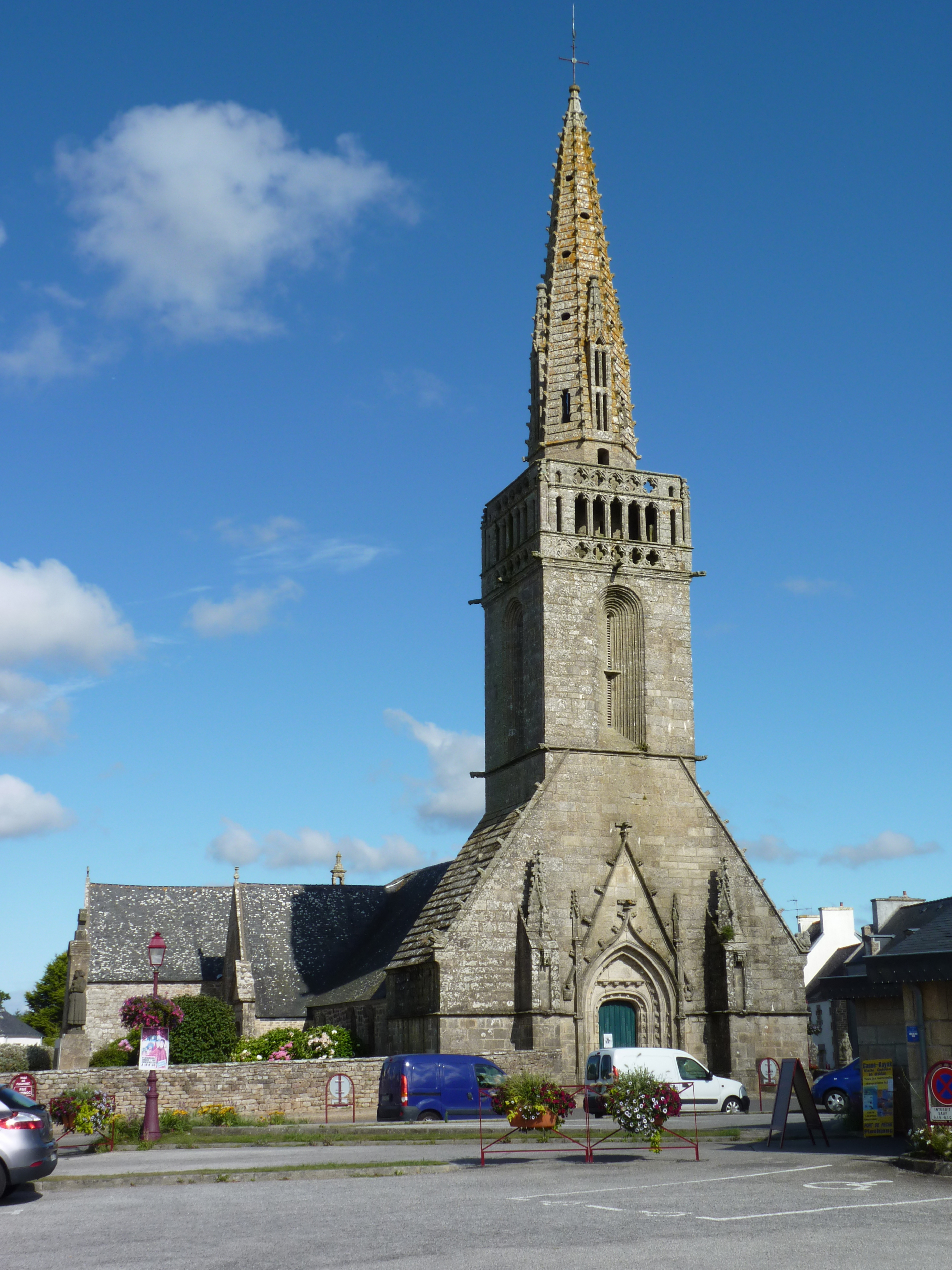
Kirche Saint Winoc von Plouhinec
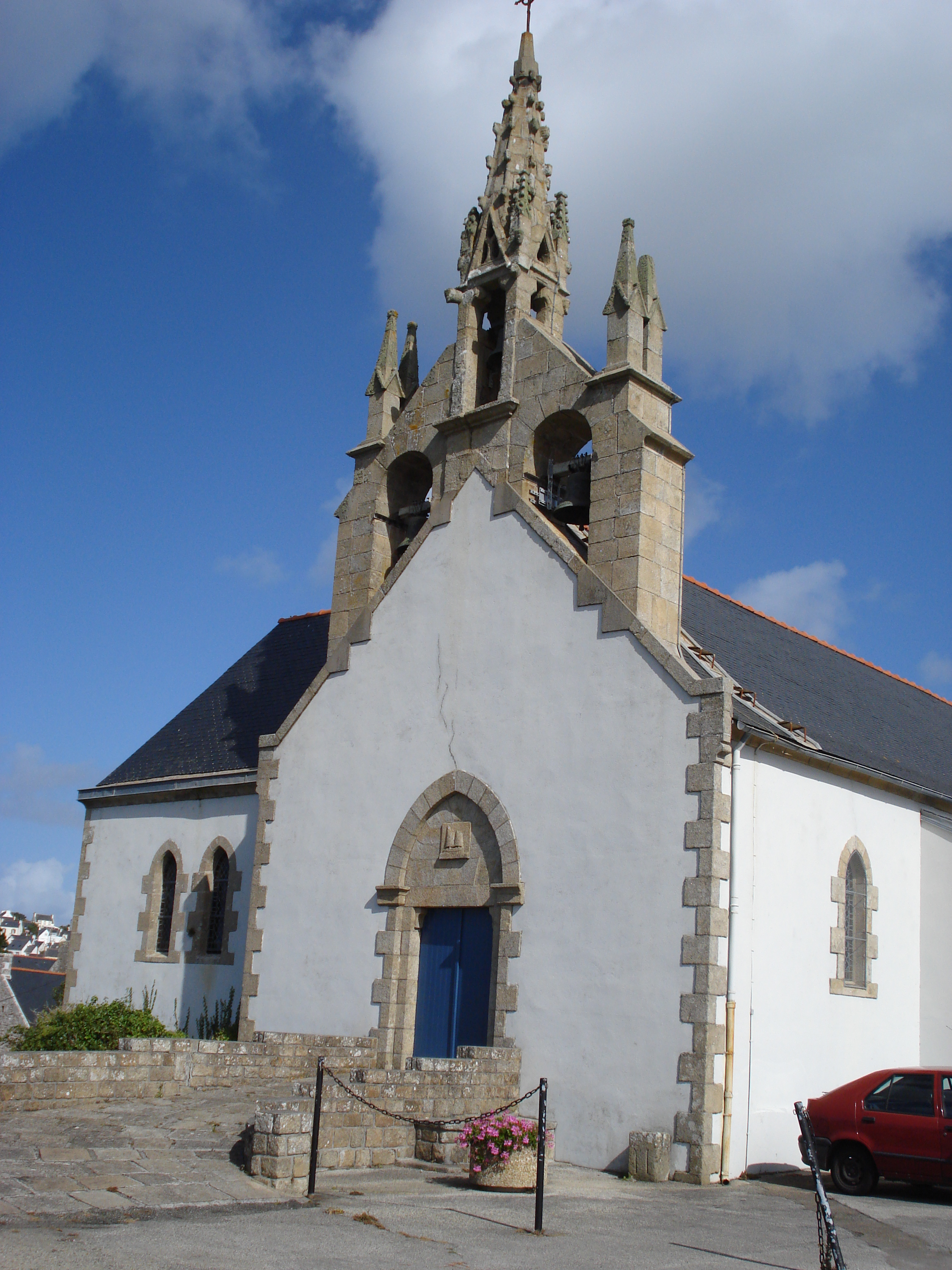
Kirche Saint Julien im Ortsteil Poulgoazec
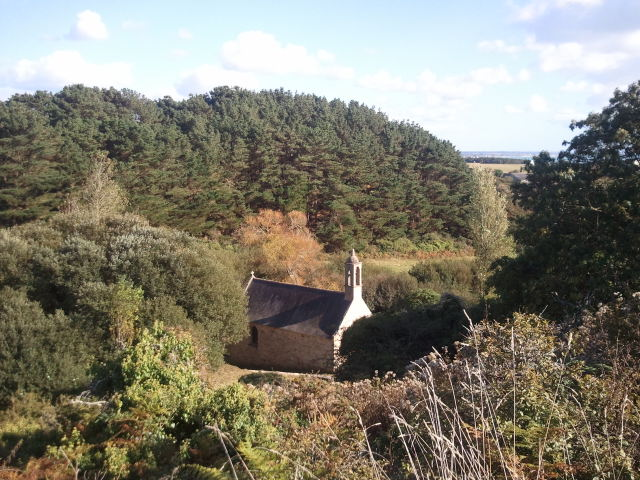
Kapelle Saint They in Plouhinec
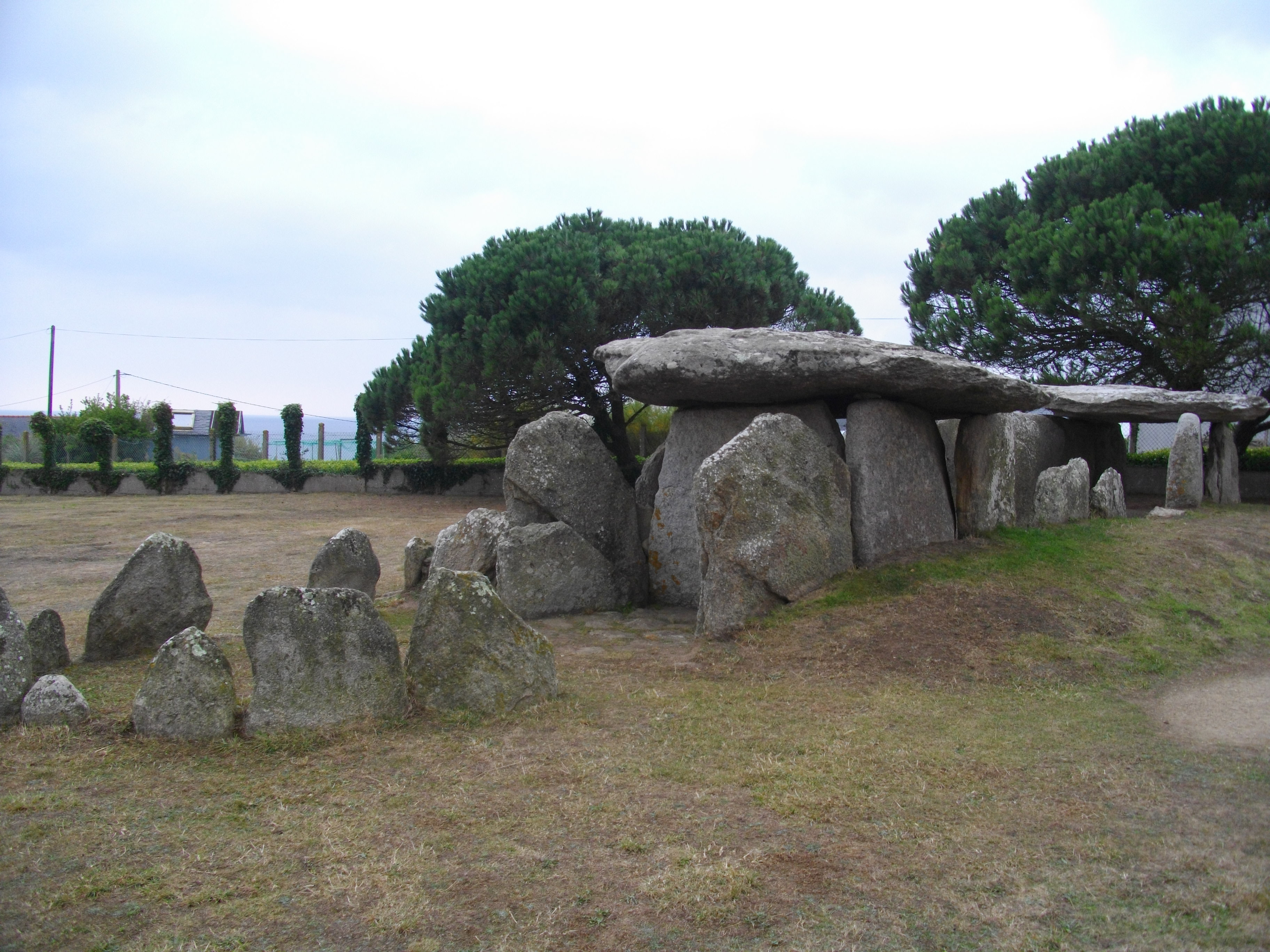
Allée Couverte Menez Korriged Pors Poulhan
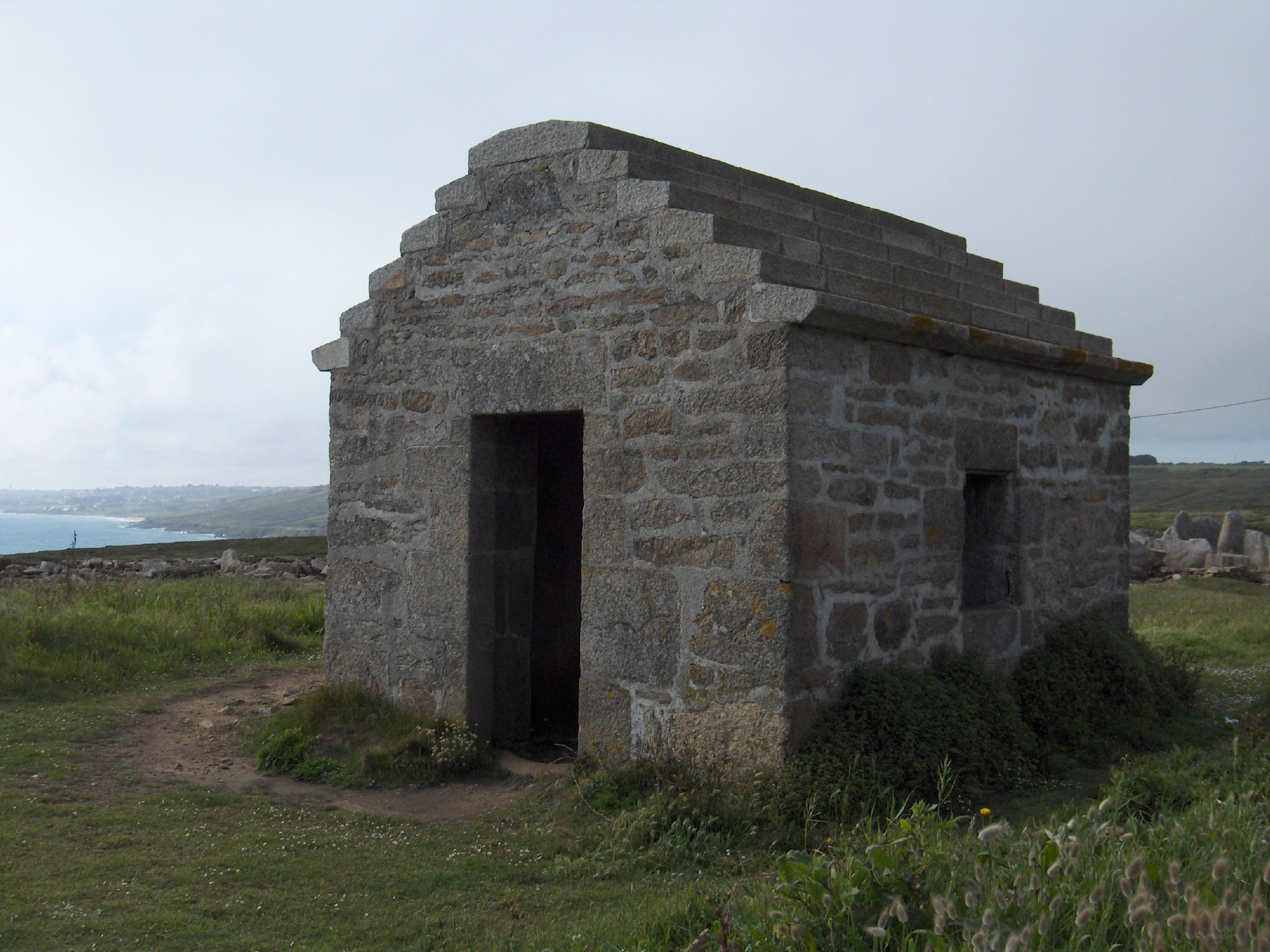
Corps de garde de la pointe du Souc’h bei Plouhinec
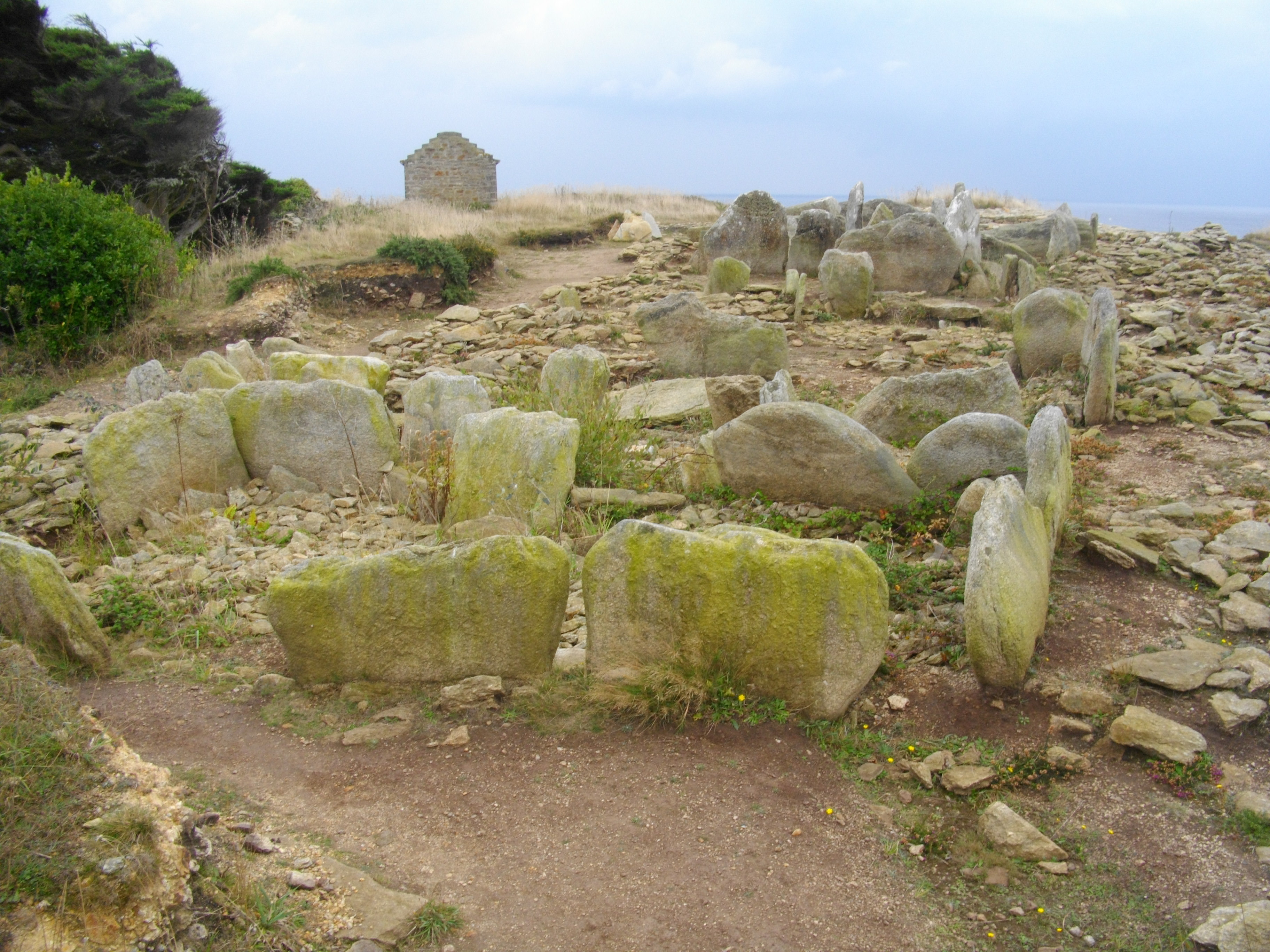
Dolmen der Nekropole an der Pointe de Souc’h bei Plouhinec
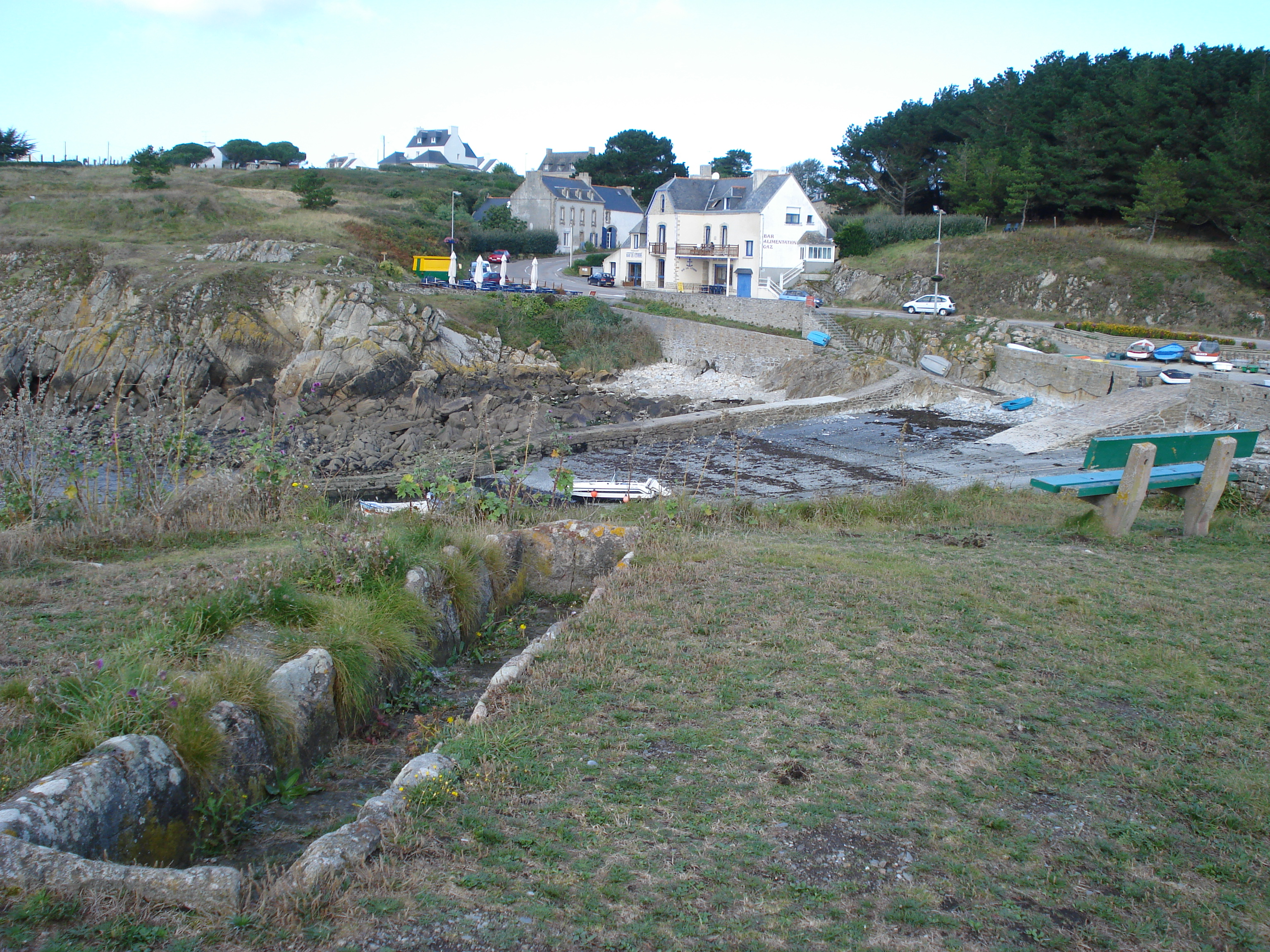
Pors Poulhan, der Hafen von Plouhinec Vorder- grund Four à goémon
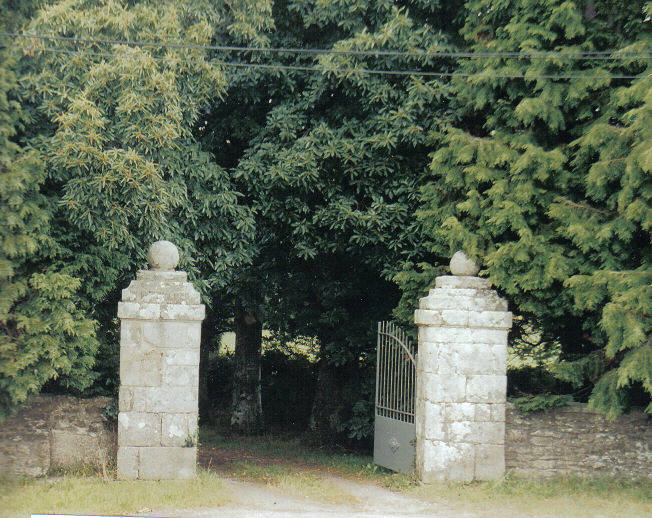
Zufahrt zum Manoir de Lescongar in der Gemeinde Plouhinec
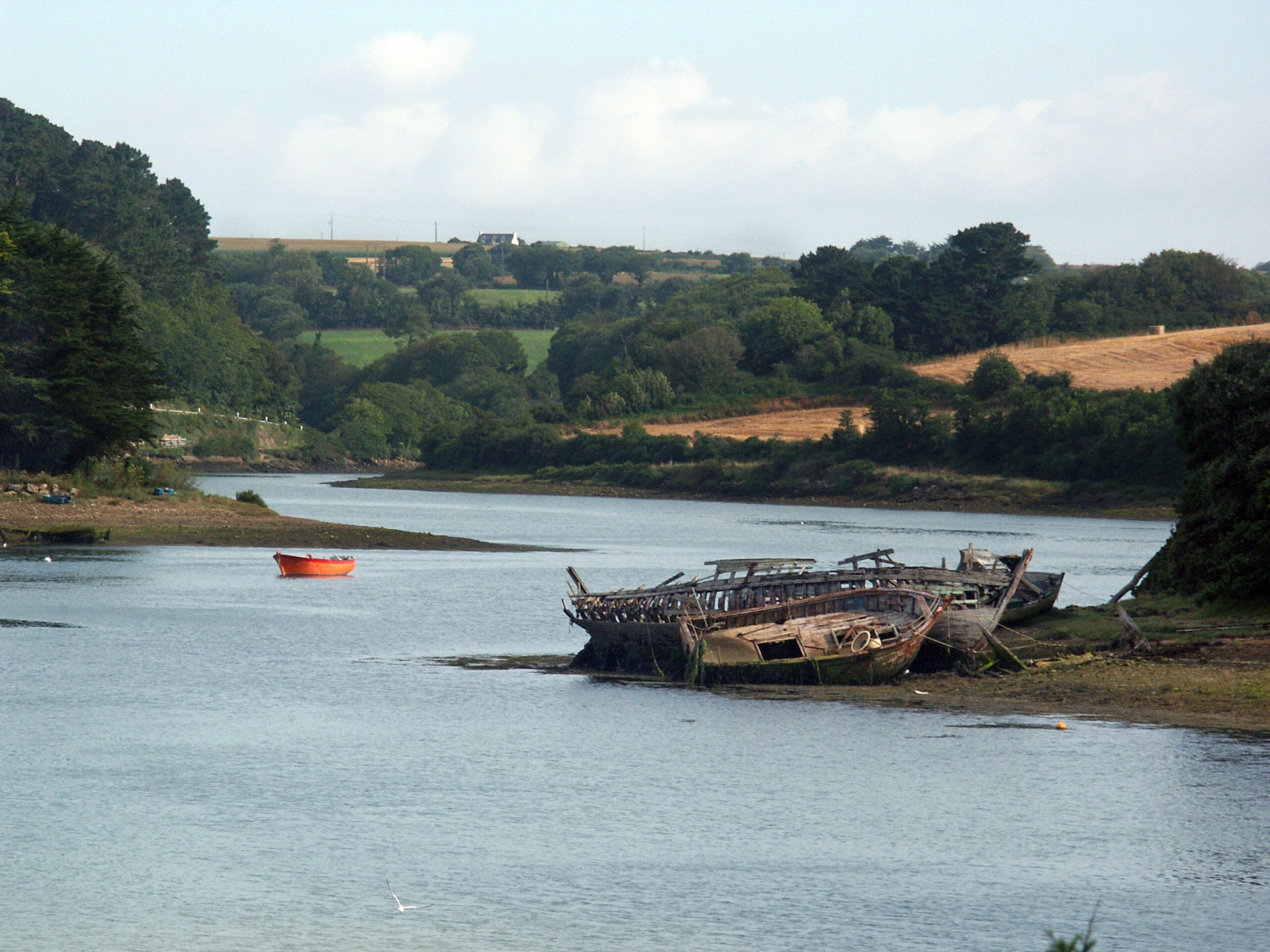
Schiffsfriedhof am Goyen in der Gemeinde Plouhinec
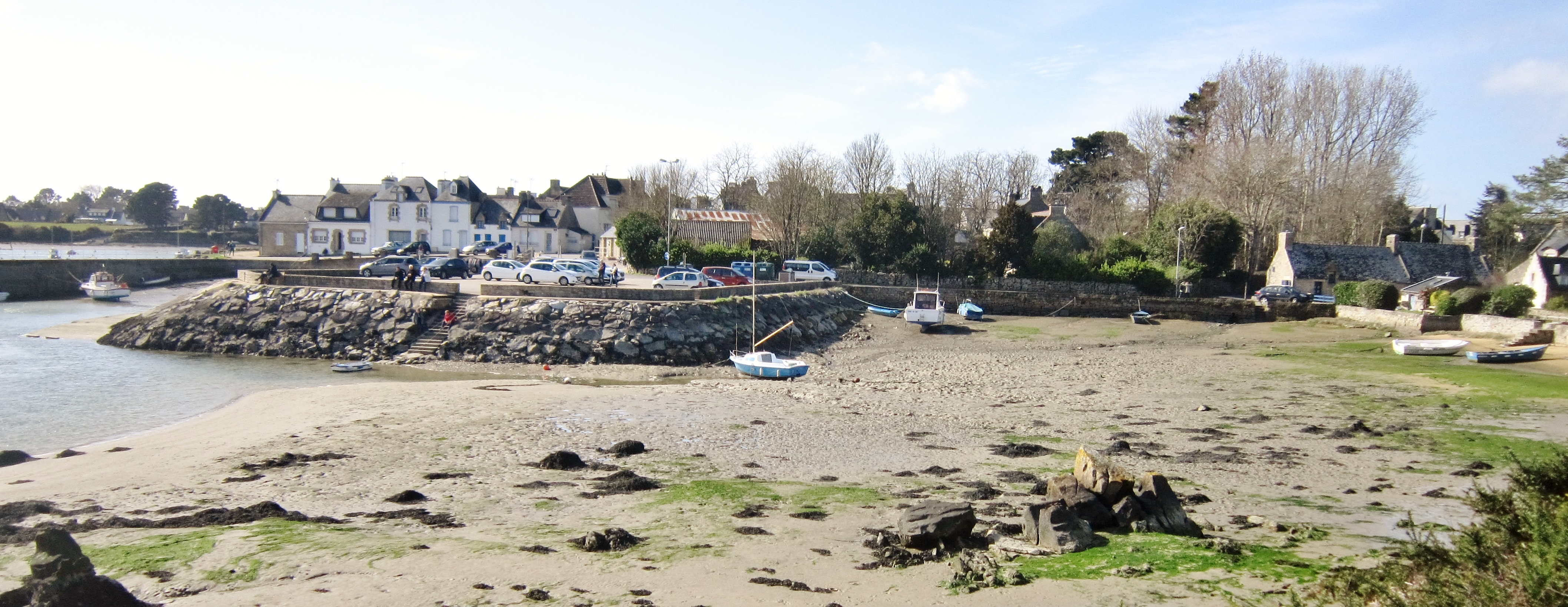
Die alte Passage